# حرب المئة يوم
حرب المئة يوم، هو الاسم الذي أطلق على سلسلة المواجهات العنيفة التي دارت بين (الجيش السوري و مسلحين حزب الكتائب اللبنانية) بين يوليو وأكتوبر 1978. اندلعت المعارك بعد تأزم العلاقات بين الجبهة اللبنانية والقوات السورية المنضوية تحت قوات الردع العربية.وقد اعتقل السوريون بشير الجميل، فحدثت مواجهات في بيروت الشرقية وخاصة في منطقة الأشرفية التي تعرضت لقصف شديد من قبل القوات السورية. توقفت المعارك بعد حصول وقف إطلاق نار بين الطرفين وانسحاب السوريين من بيروت الشرقية.